# Kvarteret Smaragdödlan

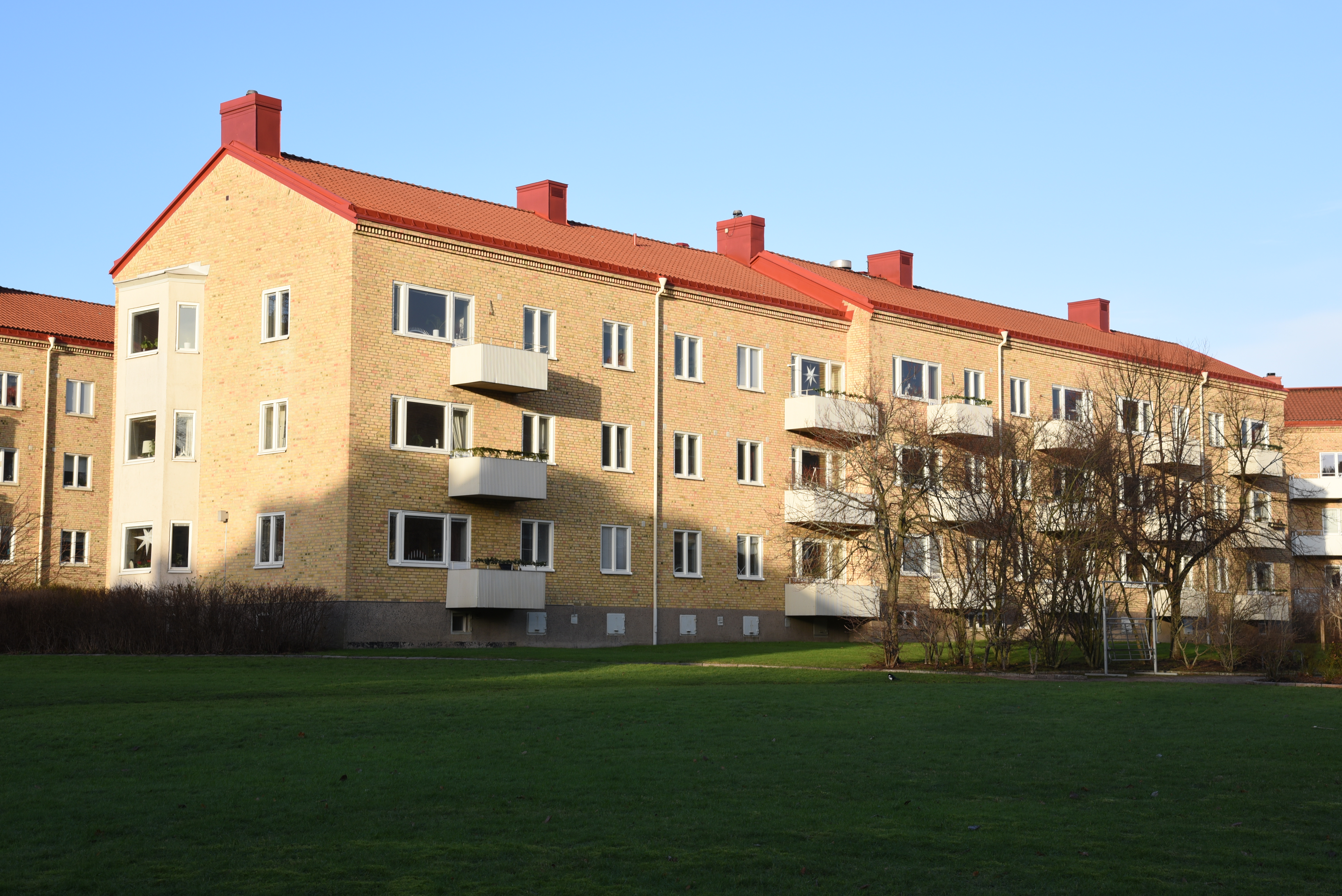
Kvarteret Smaragdödlan.

Kvarteret Smaragdödlan är ett kvarter i stadsdelen Bö i Göteborg. Kvarteret är beläget mellan Delsjövägen i söder, Lillkullegatan i väster och Bögatan i norr.

## Historik
År 1944 upprättades stadsplanen för området och byggnaderna uppfördes 1945–1948. Ett av husen ritades av arkitekten Ingrid Wallberg och de övriga har Nils Einar Eriksson ritat. Bostadshusen, som är friliggande lamellhus, är grupperade kring en öppen grönyta med lekplats och promenadvägar. En låg länga av butiker, Bö affärscentrum, är placerad i den östra delen. Byggnaderna är enhetligt utformade och har fasader av gult tegel med individuella smådetaljer och dekorationer som skiljer dem åt. Större delen av husen moderniserades på 1980-talet men även om de flesta fönster och dörrar har bytts ut så har några enstaka byggnader kvar vissa sådana detaljer sedan start.

## Karaktär
Kvarteret, med sina lamellhus grupperade med rumsbildande effekt kring ett grönområde, var det första bostadsområdet i Göteborg där detta gjordes. De välbevarade byggnaderna har fasader som omsorgsfullt utformats med 1940-talets senare hälfts typiska dekor. Samma arkitekter ritade ett par år senare området Västra Torpa.
Bevarandeprogrammet i Göteborg beskriver kvarterets karaktär på detta vis:
| ”       | Bebyggelsen är glest placerad kring en grönyta som öppnar sig mot Delsjöbäcken i söder. Bostadshusen är i 3 våningar med tegeltäckta sadeltak som saknar taksprång. Fasaderna är av gult tegel med välstuderade detaljer, bl a mönstermurade taklister och ovanför varje trapphus finns ett litet cirkelformat fönster med tegelram. Andra typiska detaljer är fernissade, glasade entrédörrar med omfattningar av natursten, utanpåliggande balkonger med korrugerade plåträcken och burspråk. ”Bö affärscentrum” (kv 99:3) är i en våning och har en rad butiksentréer som ligger under tak i ett indraget parti längs Bögatan." | „ |
| – källa | |   |

## Galleri

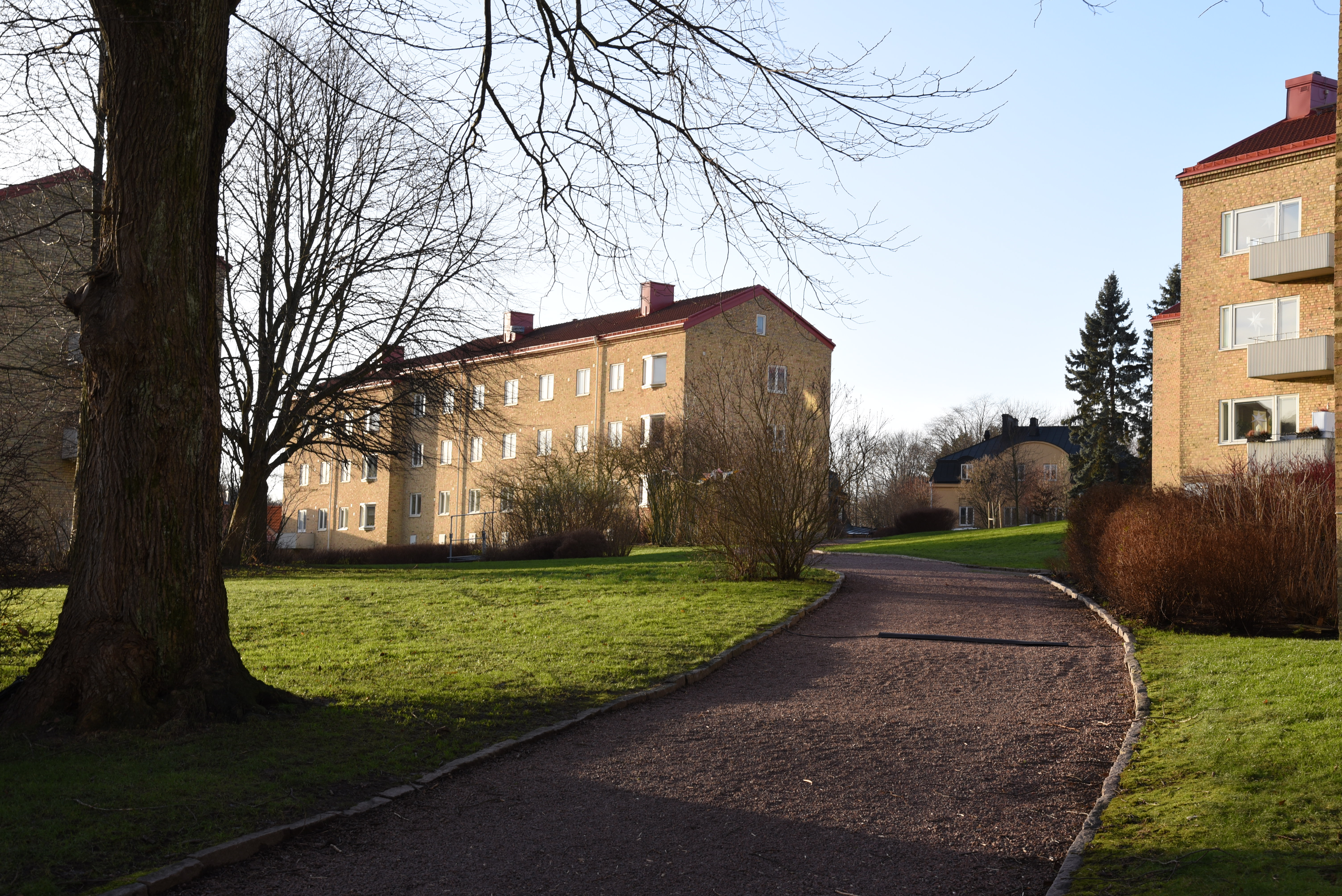
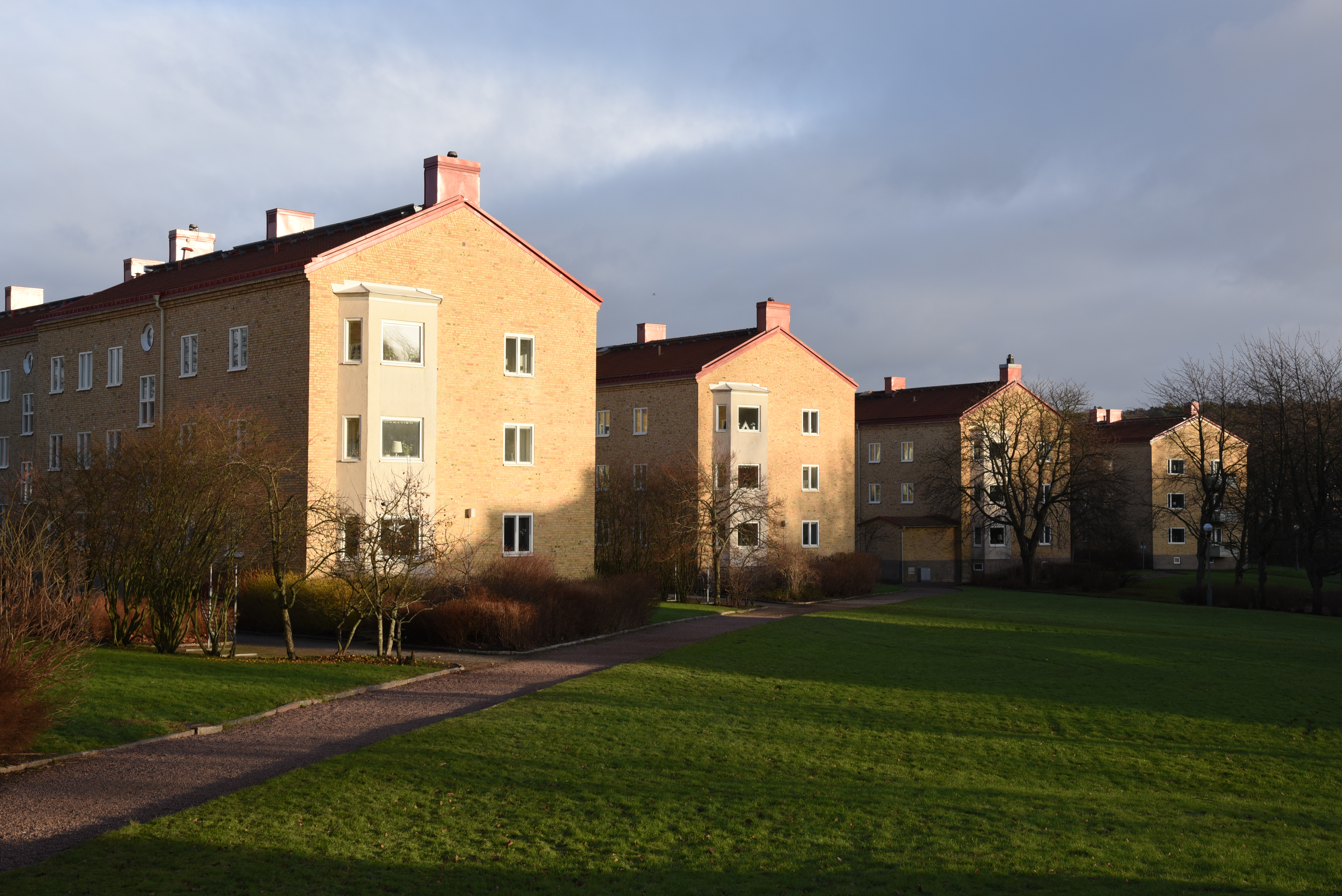
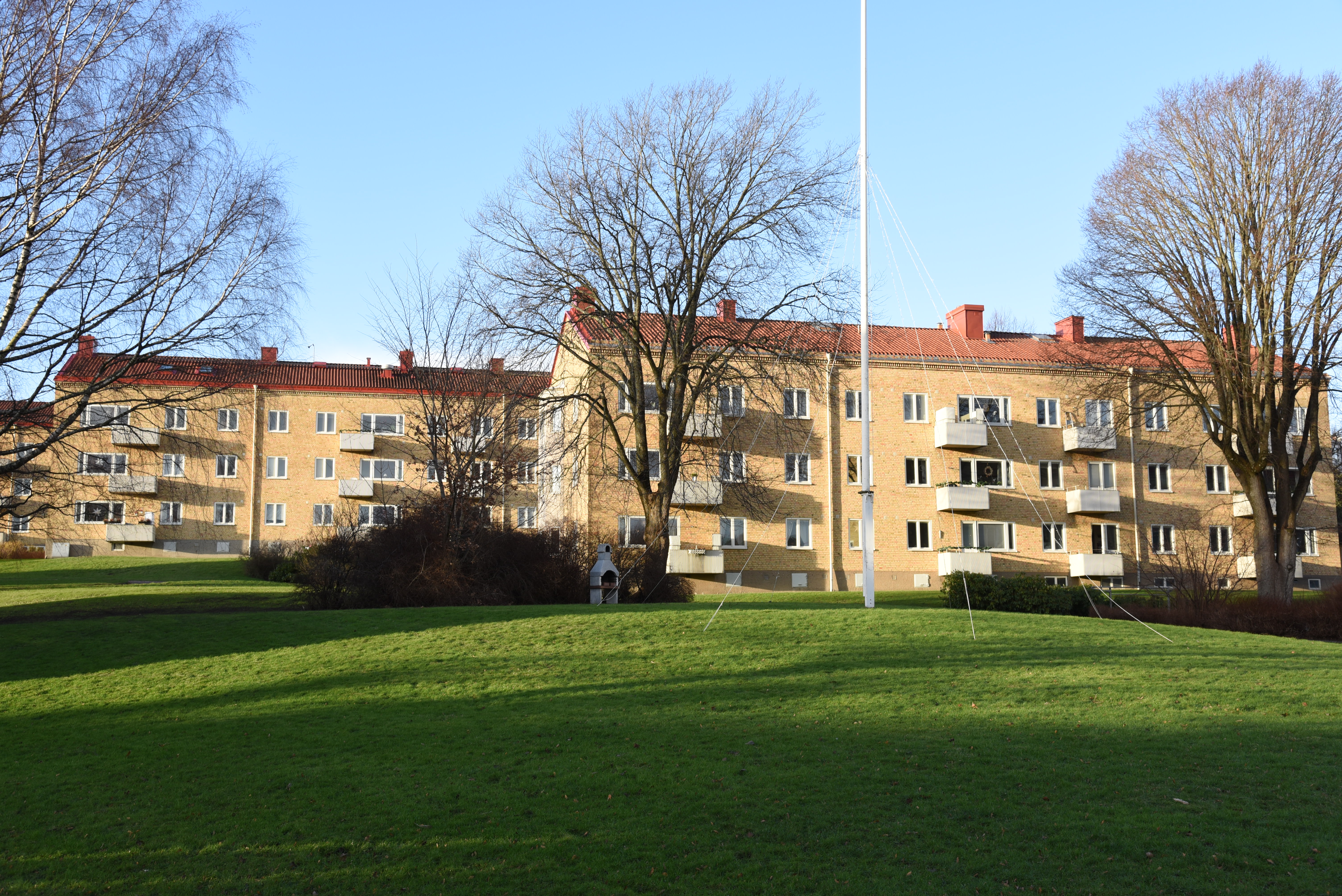
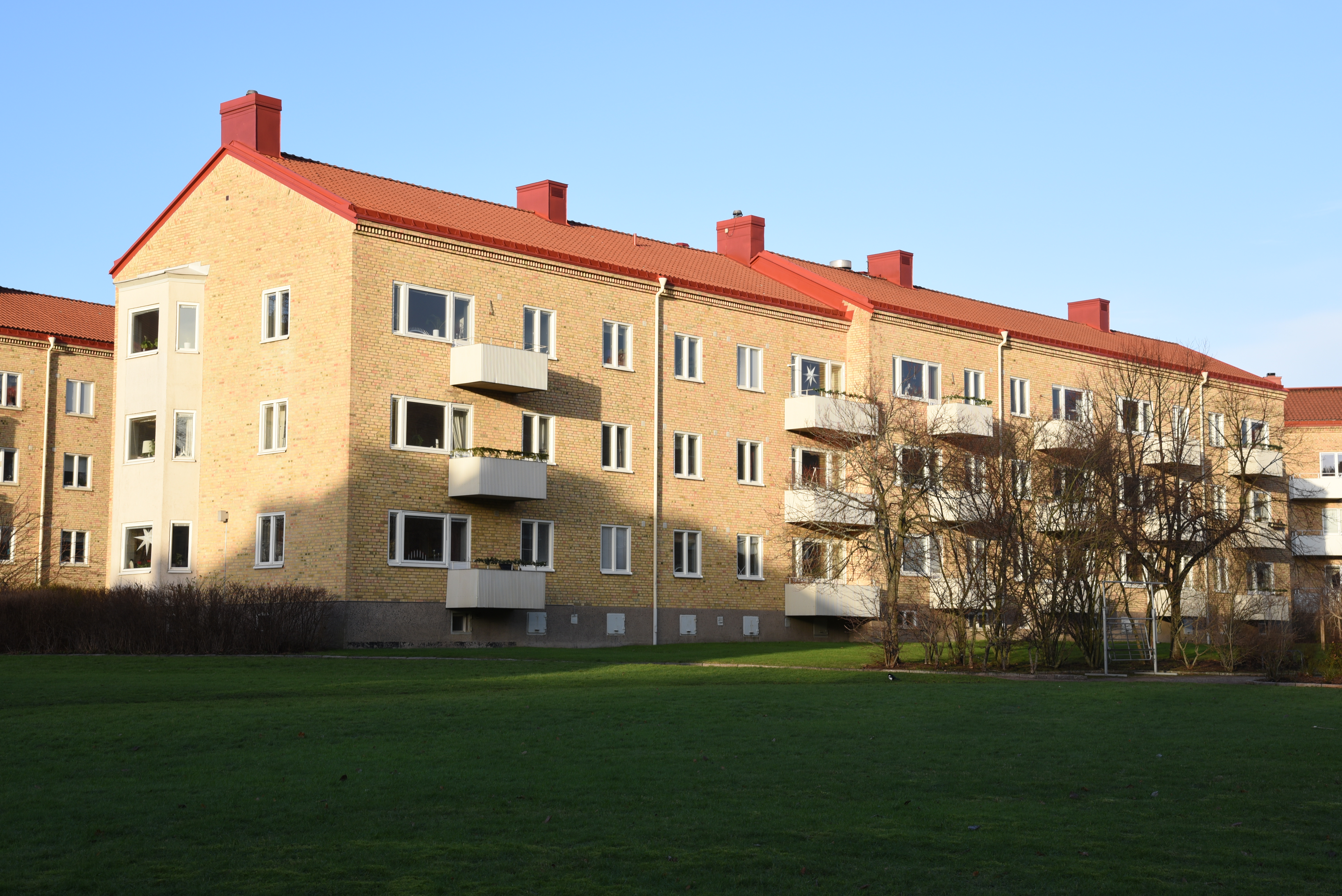